# Pseudagrion farinicolle
Pseudagrion farinicolle là một loài chuồn chuồn kim trong họ Coenagrionidae.
Pseudagrion farinicolle được Lieftinck miêu tả khoa học năm 1932.